# Бела плиска
Бела плиска (лат. Motacilla alba) птица је из породице плиски (Motacillidae). Ову врсту је именовао шведски научник Карл Линеј 1758. године. Беле плиске насељавају Европу, Азију и делове северне Африке.

## Опис
Бела плиска је величине од 16 до 19 cm, са распоном крила од 25 до 30 cm. Мушке јединке достижу тежину од 20 до 24,5 gr а женске од 17,5 - 22 gr. Ова врста је препознатљива по црно белом перју и померању репа горе-доле. Дуг и узан реп је црн, а спољна два пара задњих пера су углавном беле боје. Реп је сличне дужине као и крила. Бела плиска је углавном водена птица, али се може наћи у разним врстама станишта. Одрасле мушке јединке имају црно-белу главу. Чело, образи, лева и десна страна главе су беле боје. Брада и врат су црни.

## Станиште
Распрострањена у целој Европи, Малој Азији, на Блиском истоку и у готово целој Азији (осим југа континента). Зиму проводи у северној Африци, јужној Азији, јужној и западној Европи. Настањује различита отворена и мозачна станишта и то пашњаке, ливаде, пољопривредна подручја, најчешће у близини река, потока, језера или других водених станишта, а редовно присутна у људским насељима. Не насељава пустиње. Гнезда смешта у шупљине у стенама, земљаним одсецима, грађевинама и сл.
Европска популација је стабилна. У Србији се гнезди 25.000–40.000 парова, а тренд популације је стагнација.

## Исхрана
Спада у инсективорне животиње. Храни се ситним бескичмењацима које најчешће лови у плиткој води или блату. Зависно од места станишта се разликује и исхрана. Једу инсекте, ситне пужеве, ситне рибе, паукове, црве, ситне рачиће и најбитније, мушице из реда Diptera.

## Занимљивости
Бела плиска је национални симбол Летоније.
Привлаче је велика пространа подручја као што су травњаци, пашњаци, њиве, кровови зграда и путеви где може лакше видети и уловити инсекте.

## Галерија
- Motacilla alba
- Профил беле плиске
- Бела плиска у Нишу
- Бела плиска на грани
- Бела плиска - Слапови сопотнице
- Бела плиска - Јерма
- Бела плиска - Слапови сопотнице
- Бела плиска - Слапови сопотнице
- Cuculus canorus canorus + Motacilla alba